# Massengrab von Wiederstedt
Das Massengrab von Wiederstedt wurde 1998 bei den Vorbereitungen zum Bau eines Feuerwehrgerätehauses im Ortsteil Wiederstedt der Gemeinde  Arnstein in Sachsen-Anhalt entdeckt. Obwohl Grabbeigaben fehlten, konnten die insgesamt zehn Skelette anhand von Keramikscherben in die jungsteinzeitliche Epoche der Linearbandkeramischen Kultur datiert werden. Im Unterschied zu den annähernd gleich alten Massengräbern infolge des Massakers von Kilianstädten, des Massakers von Schletz, des Massakers von Talheim und des Massakers von Halberstadt wiesen die zehn Skelette im Massengrab von Wiederstedt keine nachweisbaren Verletzungen auf, die zu ihrem Tode hätten führen können.

## Entdeckung
Anfang Januar 1998 begannen Mitglieder der Freiwilligen Feuerwehr von Wiederstedt mit dem Ausheben der Baugrube für die geplante Erweiterung ihres Gerätehauses. Ein ehrenamtlicher Bodendenkmalpfleger entdeckte kurz nach Beginn der Arbeiten, dass die Überreste von mehreren Erdbestattungen zutage getreten waren. Anhand von zwei Münzen, die in einem der Gräber lagen, wurden die in gestreckter Rückenlage Beerdigten und die Überreste ihrer Särge im Verlauf einer Notgrabung in die zweite Hälfte des 18. Jahrhunderts datiert.
Unter diesen neuzeitlichen Gräbern wurden jedoch Farbveränderungen im Boden entdeckt, die darauf schließen ließen, dass es eine noch tieferliegende Grube gegeben haben könnte. Daraufhin wurde die Sohle der Baugrube auf einer Fläche von 2,4 × 1,2 Metern abgetragen: Tatsächlich wurden in 1,6 Metern Tiefe unter den Gräbern Skelette entdeckt, die sich als eine weit ältere Bestattung erwiesen. Die Knochen lagen in einer runden Grube von 1,5 Metern Durchmesser mit steilen Wänden, die in den Lössboden gegraben worden war. „In der Grube befanden sich insgesamt zehn menschliche Skelette, die in keiner erkennbaren Ordnung über- und nebeneinanderliegend angetroffen wurden, wobei Bauch-, Rücken- und Seitenlagen vorkamen.“ Unter der nur 25 Zentimeter dicken Schicht, in der die Skelette eingebettet waren, befand sich eine 30 Zentimeter dicke Schicht mit Siedlungsabfällen wie Scherben und Tierknochen, woraus die Ausgräber des Landesamtes für Denkmalpflege und Archäologie Sachsen-Anhalt und des Instituts für Anthropologie der Johannes Gutenberg-Universität Mainz schlossen, dass die Grube nicht ursprünglich dazu ausgehoben worden war, um die Toten aufzunehmen. Überreste von Grabbeigaben oder von Bestandteilen der Kleidung wurden nicht entdeckt. Einzelne Scherben, die oberhalb der Skelette lagen, gelangten nach dem Ablegen der Toten – beim Verfüllen der Grube – in diese hinein. Dem Aussehen nach ließen sich die Scherben der mittleren bis jüngeren Linearbandkeramik zuordnen, aus deren Epoche es bereits zuvor in der Nachbarschaft wiederholt Funde gegeben hatte, so dass es vermutlich im Gebiet des heutigen Wiederstedt vor rund 7000 Jahren eine linearbandkeramische Siedlung gegeben hat. In einem Übersichtsartikel heißt es: „Die Siedlungsgrube wird mehr oder weniger zufällig zur Aufnahme der Toten in Anspruch genommen worden sein, da sie gerade zu dem Zeitpunkt offenstand, als die zehn Leichen deponiert bzw. ‚entsorgt‘ werden mußten.“ Der Fund entzieht sich folglich einer Einordnung in die klassische Dreiteilung von Siedlungsfund, Grabfund oder Hortfund.

## Untersuchung der Funde
Auffälligstes Merkmal der Funde war deren Altersverteilung: Die Skelette stammen von zwei Erwachsenen und acht Kindern. Eines der Kinder war ca. 3 Jahre alt, fünf Kinder ca. 7 bis 12 Jahre alt und zwei Kinder ca. 13 bis 16 Jahre alt. Die beiden Erwachsenen waren ein junger Mann im Alter von 18 bis 25 Jahren und eine Frau im Alter von 35 bis 45 Jahren. „Da alle Skelette auf engem Raum, aber dennoch überwiegend im anatomischen Verband angetroffen wurden […], so kann man davon ausgehen, daß alle Leichen zum gleichen Zeitpunkt in die Grube gelangten. Dies legt gleichartige Todesumstände (Zeitpunkt, Ort, Todesursache) der angetroffenen Individuen nahe, was nur durch eine Ausnahmesituation innerhalb der Ausgangspopulation erklärt werden kann.“
Außer zeittypischen Befunden wie unverheilte Entzündungen an einzelnen Zähnen, anderen Erkrankungen im Bereich von Oberkiefer und Unterkiefer sowie Alters- und Belastungserscheinungen an Kniescheibe, Wadenbein und Fersenbein der erwachsenen Frau wurden keine pathologischen Veränderungen gefunden, insbesondere keine Spuren von Gewaltanwendung durch Flachbeile, Schuhleistenkeile oder Pfeilspitzen – typische Befunde aus anderen Massengräbern der Linearbandkeramiker. Solche Massengräber waren jedoch auch vor rund 7000 Jahren eine Ausnahme; eine reguläre Grablegung erfolgte zumeist mit Grabbeigaben, in seitlicher Lage mit angewinkelten Beinen und Blick nach Süden oder Norden, also nicht in regelloser Lage wie in Wiederstedt.
Da Spuren von Gewaltanwendung fehlen, die Altersstruktur den Forschern zufolge eine Opferhandlung unwahrscheinlich erscheinen lässt, wird ein einzelnes, unglücksartiges Ereignis als wahrscheinlicher Auslöser für die ungewöhnliche Ablage der Toten angesehen: „Die Nutzung einer bestehenden Siedlungsgrube zur Aufnahme der Leichen mag ein Ausdruck des Wunsches oder der Notwendigkeit gewesen sein, die Toten so schnell wie möglich zu beseitigen.“ Vermutet wird daher, dass die Toten einer Epidemie zum Opfer gefallen sind, und dass ihre „Entsorgung“ möglicherweise ein Hinweis auf Angst vor „gefährlichen Toten“ ist.

## Belege
1. 1 2 3 4 5 6  Christian Meyer, Olaf Kürbis und Kurt W. Alt: Das Massengrab von Wiederstedt, Ldkr. Mansfelder Land. Auswertung und Gedanken zur Deutung im Kontext der Linienbandkeramik. In: Jahresschrift für mitteldeutsche Vorgeschichte. Band 88, 2004, S. 31–66, Volltext.
2. ↑  Katharina Fuchs et al.: Infectious diseases and Neolithic transformations: Evaluating biological and archaeological proxies in the German loess zone between 5500 and 2500 BCE. In: The Holocene. Band 29, Nr. 10, 2019, doi:10.1177/0959683619857230.

Koordinaten: 51° 40′ 4,8″ N, 11° 31′ 57,5″ O